# Franština (germánský jazyk)
Franština (fransky: *frenkisk) byl západogermánský jazyk germánského kmene Franků ze západní Evropy, který vymřel přibližně v devátém století n.l. Z nářečí franštiny, které používali Sálští Frankové se vyvinula staronizozemština, ze které vznikla nizozemština.
Ve 3. století začali Frankové přicházet na území římské Galie (a později také založili Franskou říši), ovšem v oblastech Pikardie a Île-de-France převažovalo obyvatelstvo mluvící proto-románským dialekty (například starou francouzštinou), které ovšem franština významně ovlivnila, například i název dnešního státu Francie pochází od názvu Franské říše, tedy z franštiny. Franština ovlivnila též střední angličtinu a další západogermánské jazyky.

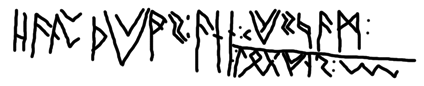
Nápis z Bergakkeru

O podobě franštiny toho není moc známo, většina informací o franštině pochází z přejatých slov ve staré francouzštině. Neexistují téměř žádné písemné záznamy ve franštině, výjimkou je nápis na pochvě meče z Bergakkeru, který byl objeven v roce 1996 u vesnice Bergakker v Nizozemsku, v provincii Gelderland. Je napsán runami, konkrétně germánským futharkem prostým, který se používal také například v severní Evropě.
Z franštiny přejala čeština slovo baron.